# 川西浩陽
川西 浩陽（かわにし こうよう、1959年1月18日 - ）は日本の歯科医師、天文家。
いくつかの小惑星の発見者でもある。小惑星 (5591) 浩陽は彼にちなむ。